# Чжан Нань
Чжан Нань  (кит.: 张 楠, 1 березня 1990) — китайський бадмінтоніст, олімпійський чемпіон.

## Виступи на Олімпіадах
| Олімпіада   | Дисципліна    | Місце |
| ----------- | ------------- | ----- |
| Лондон 2012 | мікст         | 1     |
| Ріо 2016    | мікст         | 3     |
| Ріо 2016    | парний розряд | 1     |